# Sonja Morgan

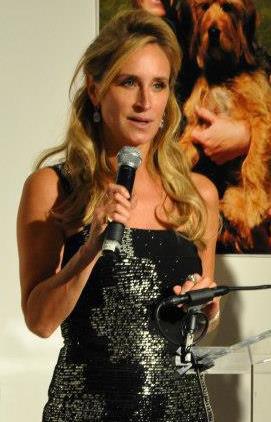
Sonja Morgan, 2013

Sonja Morgan (* 25. November 1963 in Albany, New York) ist eine US-amerikanische Philanthropin, Schauspielerin und Designerin. Internationale Bekanntheit erlangte Morgan durch ihr Mitwirken in der Fernsehsendung The Real Housewives of New York City und ihre Ehe mit John Adams Morgan, Urenkel von J.P. Morgan und Nachfahre der US-Präsidenten John Adams und John Quincy Adams.

## Leben
Morgan wuchs zwischen Albany und Saratoga Springs im US-Bundesstaat New York auf. Während ihres Studiums am Fashion Institute of Technology in New York City arbeitete sie nebenbei als Model. Als Beraterin und Hostess in luxuriösen Restaurants entwickelte Morgan einen Ruf als „It-Girl“ in Manhattan und weckte die Aufmerksamkeit der Presse, wozu auch Liebesbeziehungen zu prominenten Männern wie Fürst Albert von Monaco, Eric Clapton und Jack Nicholson beitrugen. Nach mehreren Jahren in Italien kehrte Sonja Morgan in den 1990er Jahren nach New York City zurück und lernte dort John Adams Morgan kennen. Sie heirateten im Jahr 1998, aus der Ehe ging eine Tochter, Quincy Morgan, hervor. 2006 ließ sich das Ehepaar scheiden.
Nach einem gescheiterten Film-Deal mit Hannibal Pictures Incorporated verkaufte Morgan ihre Häuser in Saint-Tropez und Telluride für jeweils mehrere Millionen US-Dollar um durch die Scheidung entstandene Schulden zu begleichen. Sie lebt in einer Stadtvilla an der New Yorker Upper East Side.

## Karriere
Nach ihrem Marketing-Studium arbeitete Morgan in den 1980er und 1990er Jahren als Inneneinrichterin und Beraterin für renommierte Restaurants in New York City.
2010 wurde Morgan Teil der Besetzung von The Real Housewives of New York City, einer US-Fernsehsendung, welche verschiedene Frauen der New Yorker High Society in ihrem Alltag begleitet. Durch die Sendung gewann sie schnell an Bekanntheit in den Vereinigten Staaten und ist nach zehn Staffeln noch immer Teil der Besetzung. Für eine Staffel verdient Morgan durch ihre Auftritte rund eine halbe Million US-Dollar und hat auf Instagram und Twitter die meisten Follower unter den Housewives.
2015 präsentierte Morgan ihr Modelabel Sonja Morgan New York bei der New York Fashion Week. 2017 folgte die Schuhkollektion Sonja Morgan by French Sole, 2018 eine weitere Kollektion unter dem Namen Sonja by Sonja Morgan. Schließlich folgte das Unisex-Parfüm von Sonja Morgan New York.
2017 war Morgan Teil des off-Broadway Stücks Sex Tips for Straight Women by a Gay Man. Seit 2021 tourt Morgan mit der Cabaret-Burlesque-Show Sonja In Your City durch die Vereinigten Staaten. Sie erscheint oft in der US-Talkshow Watch What Happens Live und trat als Gast in weiteren US-Sendungen auf.

## Soziales Engagement und Auszeichnungen
Sonja Morgan ist als Philanthropin mit diversen Stiftungen verknüpft, welche sich vor allem für Kinder, Kunst und LGBTQ+-Rechte einsetzen. Besonderes Engagement hat sie für die Stiftungen New Yorkers for Children, The Princess Grace Foundation, The American Friends of Blérancourt, ASCPA und GLAAD erwiesen. 2011 erhielt sie den Broadway Speaks Out Hero Award bezüglich ihres Einsatzes für das Ali-Fornay LGBTQ Community Center.